# Gérard Noël
Gérard Michel Noël (Luik, 24 juni 1900 - 11 juni 1963) was een Belgische atleet, die gespecialiseerd was in het hoogspringen, polsstokhoogspringen en de tienkamp. Hij nam eenmaal deel aan de Olympische Spelen en werd driemaal Belgisch kampioen.

## Biografie
Noël werd in 1927 voor het eerst Belgisch kampioen in het hoogspringen. Hij nam het jaar nadien deel aan de Olympische Spelen van Amsterdaml, waar hij werd uitgeschakeld in de kwalificaties van het polsstokhoogspringen en zevenentwintigste werd in de tienkamp. Hij werd ook in 1930 en 1931 nog Belgisch kampioen in het hoogspringen.
Clubs
Noël was aangesloten bij FC Luik. Na zijn actieve carrière werd hij trainer bij CA Schaarbeek.

## Belgische kampioenschappen
| Onderdeel    | Jaar             |
| ------------ | ---------------- |
| hoogspringen | 1927, 1930, 1931 |

## Persoonlijke records
| Onderdeel        | Prestatie | Datum | Plaats |
| ---------------- | --------- | ----- | ------ |
| hoogspringen     | 1,85 m    | 1931  |        |
| polsstokspringen | 3,50 m    | 1932  |        |

## Palmares

### hoogspringen
- 1922:  BK AC - 1,70 m
- 1925:  BK AC - 1,65 m
- 1927:  BK AC - 1,70 m
- 1928:  BK AC - 1,65 m
- 1930:  BK AC - 1,80 m
- 1931:  BK AC - 1,85 m
- 1932:  BK AC - 1,70 m
- 1933:  BK AC - 1,75 m

### polsstokhoogspringen
- 1928:  BK AC - 3,40 m
- 1928: 14e in kwal. OS in Amsterdam - 3,30 m
- 1929:  BK AC - 3,20 m
- 1931:  BK AC - 3,20 m
- 1932:  BK AC - 3,20 m
- 1933:  BK AC - 3,20 m
- 1934:  BK AC - 3,30 m

### 110 m horden
- 1926:  BK AC - 18,2 s
- 1928:  BK AC
- 1928:  BK AC
- 1930:  BK AC

### tienkamp
- 1928: 27e op OS in Amsterdam - 4606,740 p